# Edo (volk)

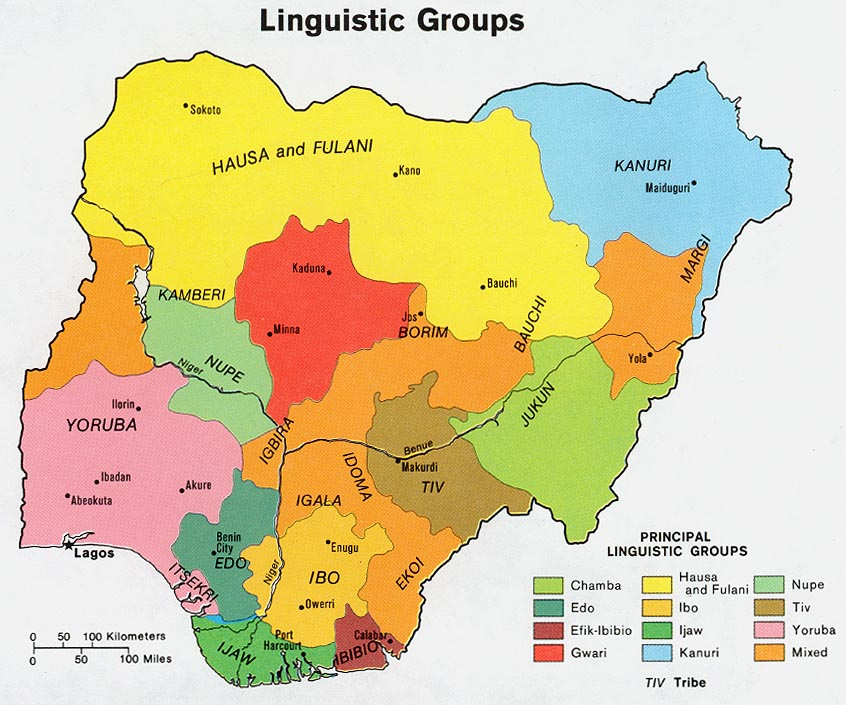
Etniciteiten van Nigeria in 1979

De Edo, Bini of Benin zijn een Afrikaanse etniciteit, die woont op de plateaus in de Zuid-Nigeriaanse staat Edo en de gelijknamige taal Edo (of Bini) spreekt, een Semi-Bantoetaal. Het volk telt ongeveer 2.660.000 leden.
Het laat middeleeuwse Beninrijk werd door dit volk gesticht.